# Sialis spangleri
Sialis spangleri is een insect uit de familie Sialidae, die tot de orde grootvleugeligen (Megaloptera) behoort. De soort komt voor in het noordoosten van de Verenigde Staten.